# Translation de la Sainte Maison de Lorette
Pour les articles homonymes, voir Lorette.

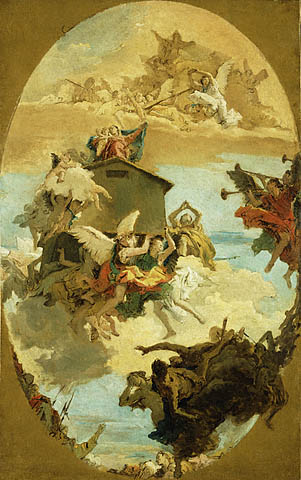
Esquisse pour Le Transport de la Sainte Maison de Lorette peint par Giambattista Tiepolo, 1743, Getty Museum de Los Angeles

Dans le christianisme, la translation (en latin translatio) est le déplacement des restes du corps d'un saint ou d'objets ayant appartenu à ce saint depuis un lieu vers un autre. 
La Sainte Maison de Lorette est en quelque sorte une relique, relique imposante puisqu’il s’agit de la Maison où s’est déroulée l'Annonciation. Cette relique est aujourd’hui conservée dans la Basilique de Loreto en Italie, dans un reliquaire tout aussi imposant dessiné par Bramante. 
Cette relique est particulière en ceci que les pèlerins y peuvent entrer et s’y recueillir.
Aussi, la Translation de la sainte Maison de Loreto (en italien:Traslazione della Santa Casa di Loreto) désigne le transport de la Maison de la Vierge Marie depuis son lieu d’origine en terre sainte jusque sur la colline de l’actuelle ville de Loreto, aux bords de la mer adriatique, au sud de la Ville d’Ancône dans la région italiennes des Marches.

## La sainte maison

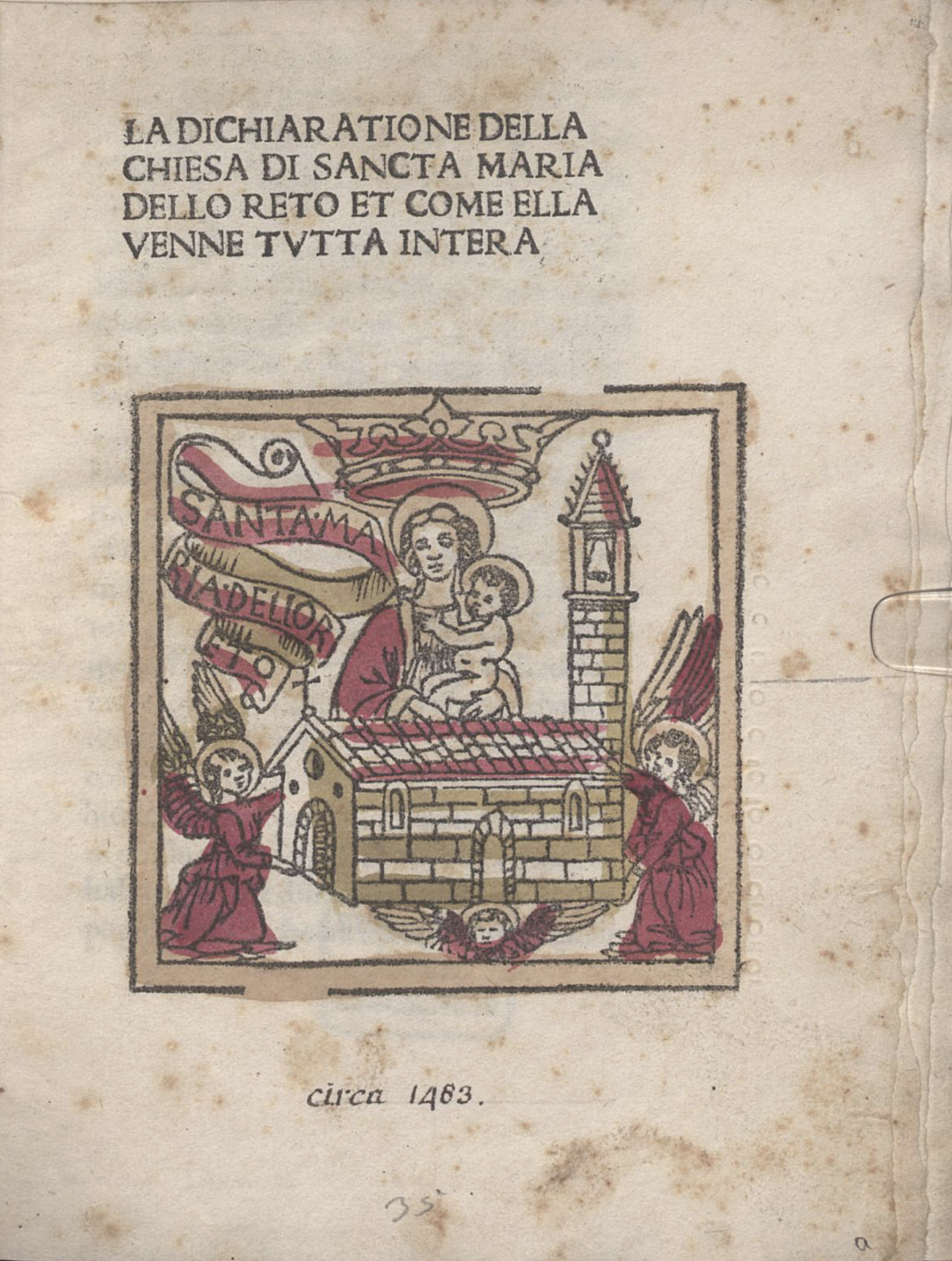
Gravure de l'édition de La dichiaratione della chiesa di sancta Maria dello reto Pietro Giorgio Tolomei

- Gravure de l'édition de La dichiaratione della chiesa di sancta Maria dello reto Pietro Giorgio Tolomei La maison de la Vierge, la Santa Casa, que la tradition religieuse à la suite du texte de Pietro Giorgio Tolomei veut apportée par les Anges sur la Colline de Loreto entre la mer Adriatique et la ville de Recanati, au sud d’Ancône, dans la région italienne des Marches, consistait en un ensemble de trois murs adossés à une grotte creusée dans un rocher (laquelle grotte se trouverait à Nazareth, à l’intérieur de la basilique de l'Annonciation) :  Il s’agit donc de la Maison où eut lieu l'Annonciation, l'un des mystères centraux du culte chrétien.
- Du point de vue théologique, c'est en effet le moment où le divin s'incarne en homme : l'Ange Gabriel annonce à Marie son nouveau statut de mère du Fils de Dieu, et lui explique qu'elle portera un enfant en son sein tout en restant vierge.
- Du point de vue scientifique, une analyse pétrographique et architectonique récente a démenti l'origine palestinienne de l'édifice, dont les éléments rappellent fortement la taille de pierre des Nabatéens, une peuplade voisine des Hébreux.
- Du point de vue historique, sur des archives conservées au Vatican, c'est un prince byzantin, Nicéphore I Doukas Commène, qui prit en 1290 (le 10 mai 1291 selon Buonaparte) l'initiative de transférer une maison typique des bords orientaux de la Méditerranée jusque dans les Marches italiennes (sans doute contre rémunération, puisque cela avait réussi quelques décennies plus tôt avec le roi de France Louis IX). La maison fut démontée à Nazareth en 1291 pour être transferée.

## La translation
Une fois démontée à Nazareth en 1291, la sainte Maison de la Vierge Marie est débarquée dans un premier temps à Trsat sur les côtes adriatiques de Dalmatie puis à Recanati et en deux emplacements différents sur la colline alors recanataise de Loreto le 10 décembre 1294.

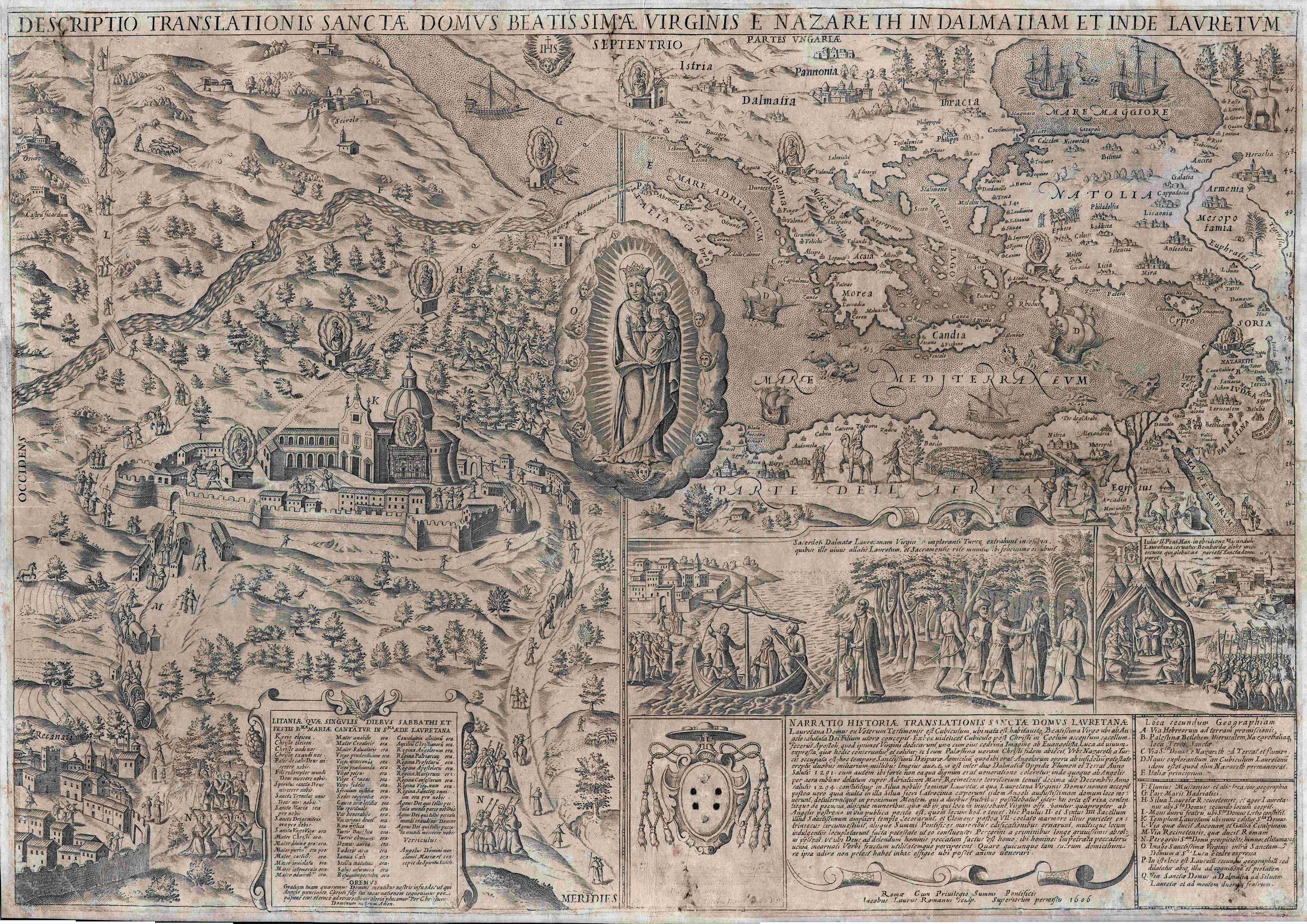
Gravure de la Description de la Translation de la Sainte Maison de la Vierge de Nazareth en Dalmatie et à Lorette d'après une peinture de la fin du XVI° siècle conservée au musée apostolique de la Santa Casa de Lorette et datant de 1606.
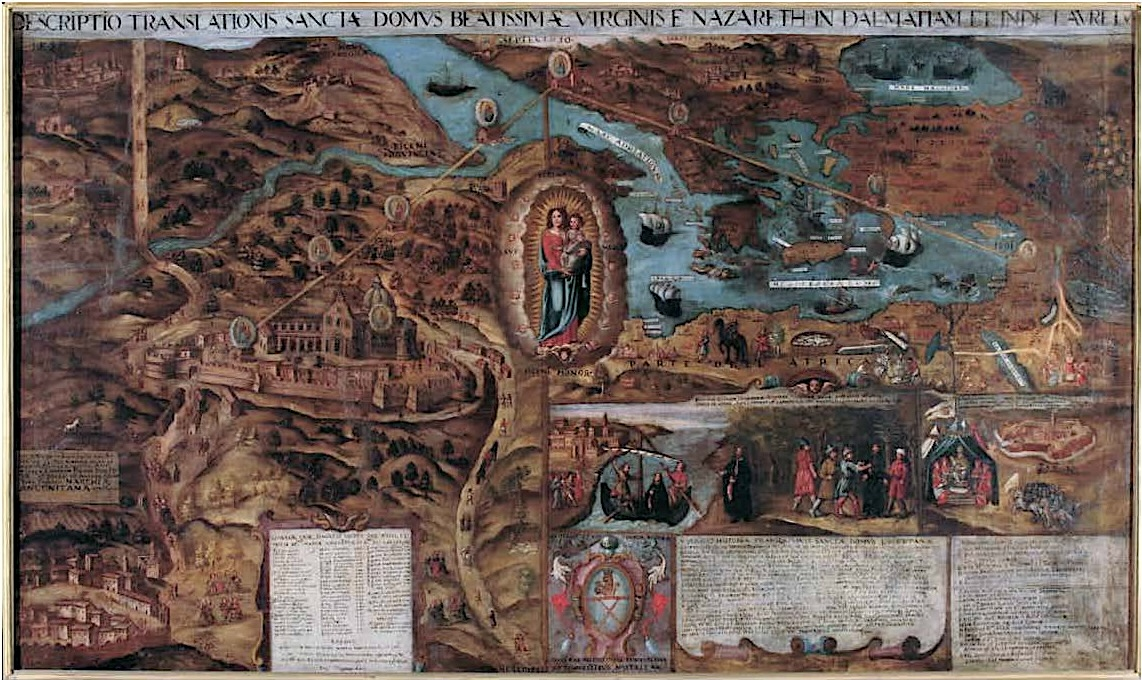
Peinture de la Description Translationis, fin du XVI°siècle, Musée du palais apostolique de Loreto
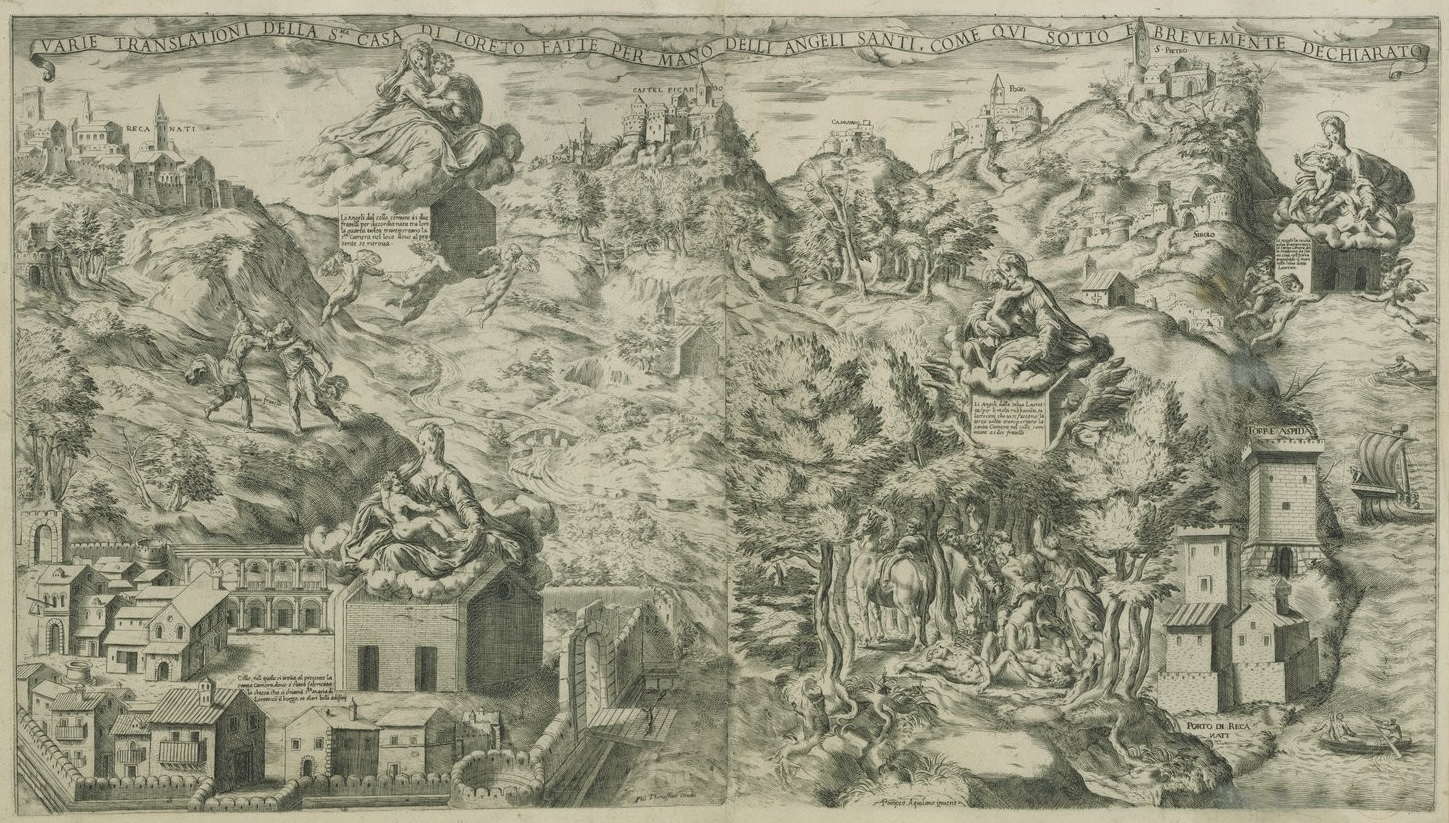
Translation de la Sainte Maison de Lorette, gravure de Philippe Thomassin d'après Pompeo Cesura, 41x74cm, (avant 1622), BNF
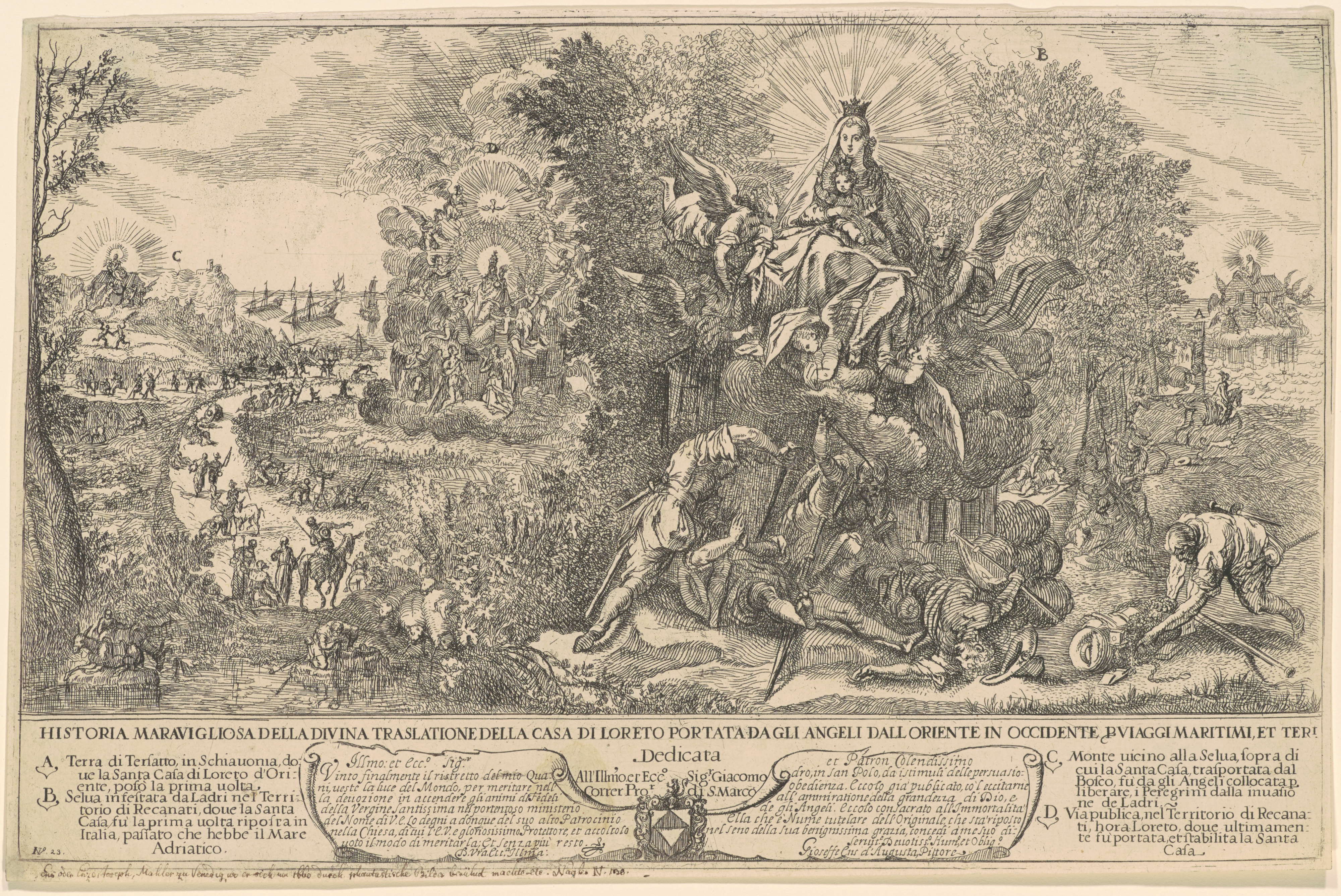
Transport de la Sainte Maison de Lorette, Gravure de Joseph Heintz, env.1650

### Autres représentations de la Translation de la Sainte Maison dans les arts graphiques

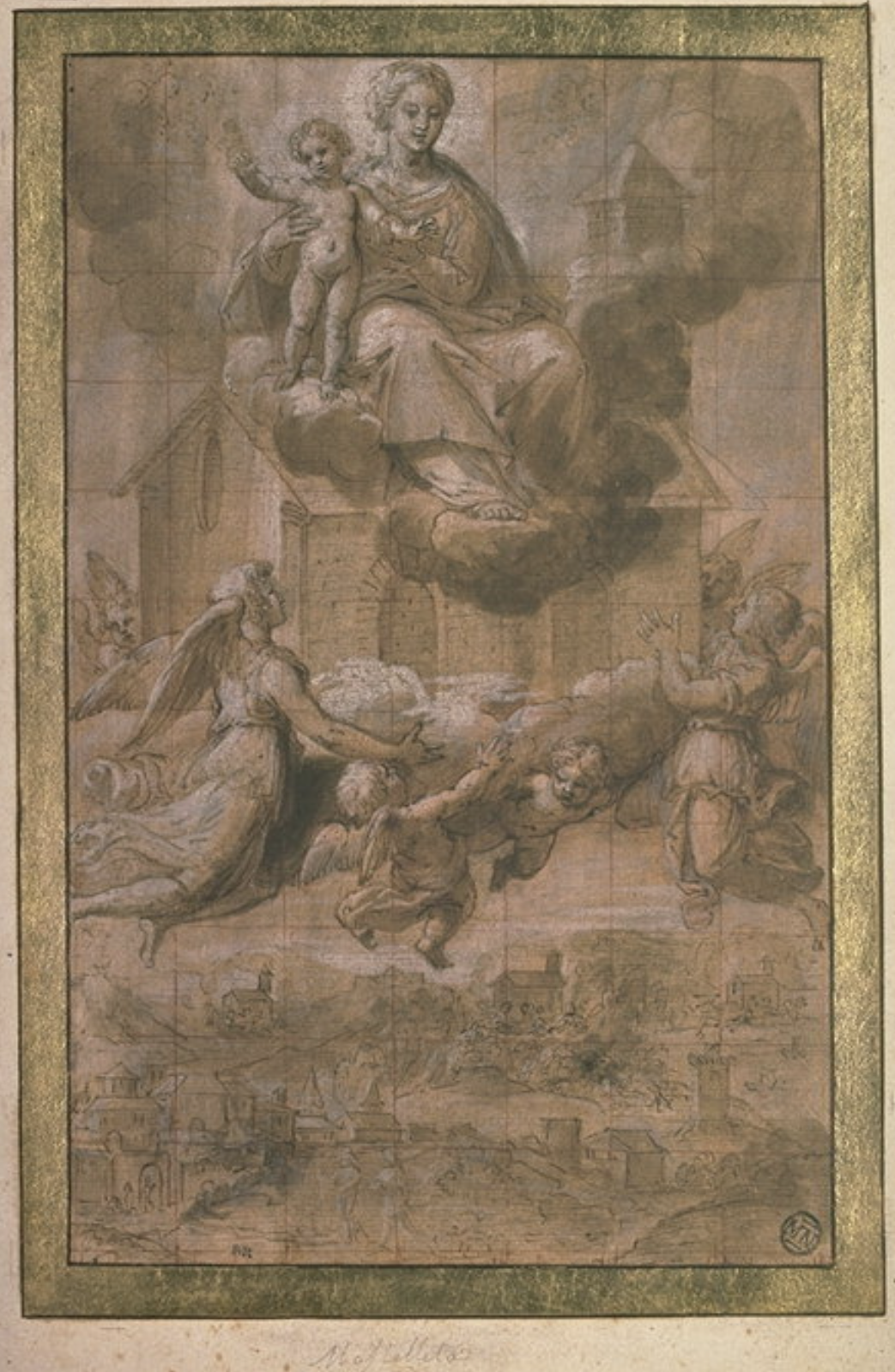
La Translation de la Sainte Maison, École des Carracci, dessin conservé au Louvre.
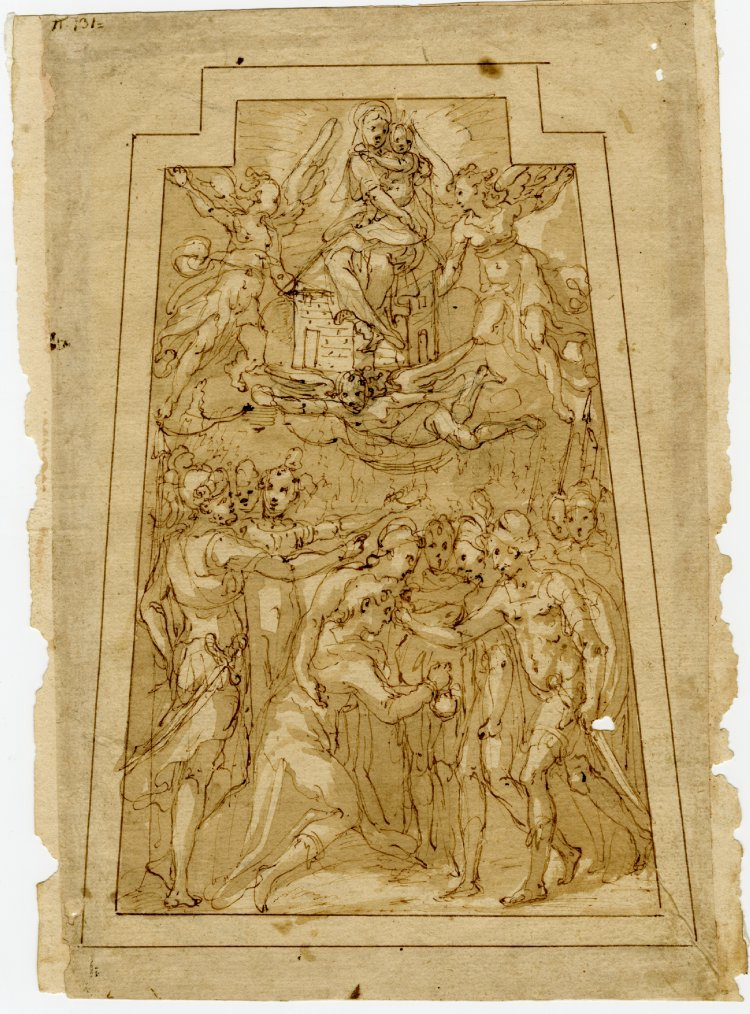
La Translation de la Sainte Maison, Probablement de l’école de Vasari, dessin conservé au British Museum.
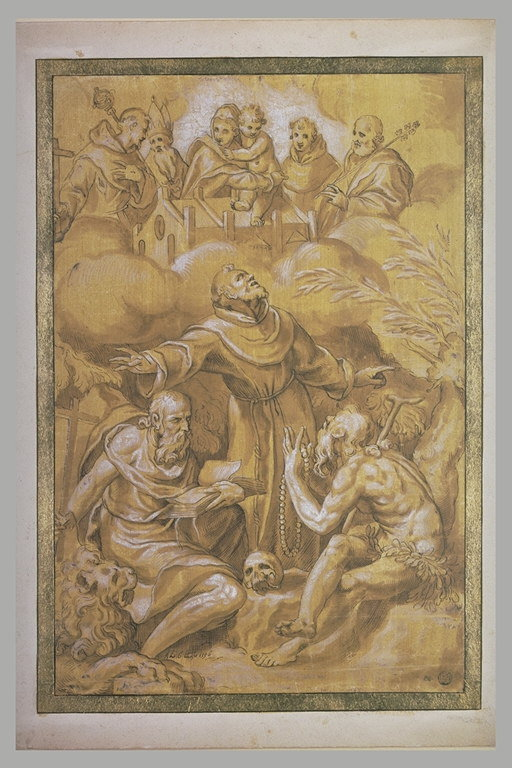
Translation la Sainte Maison, Paolo Farinati, Musée du Louvre.
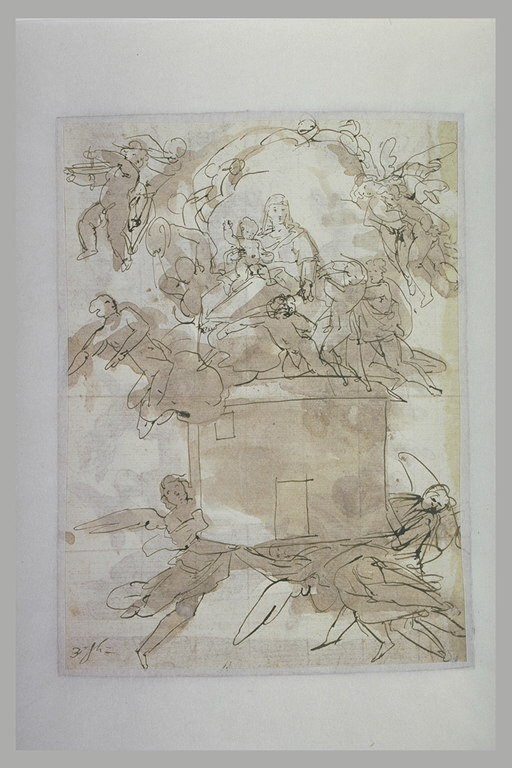
Notre de Dame de Lorette, Pietro de' Pietri, Musée du Louvre.
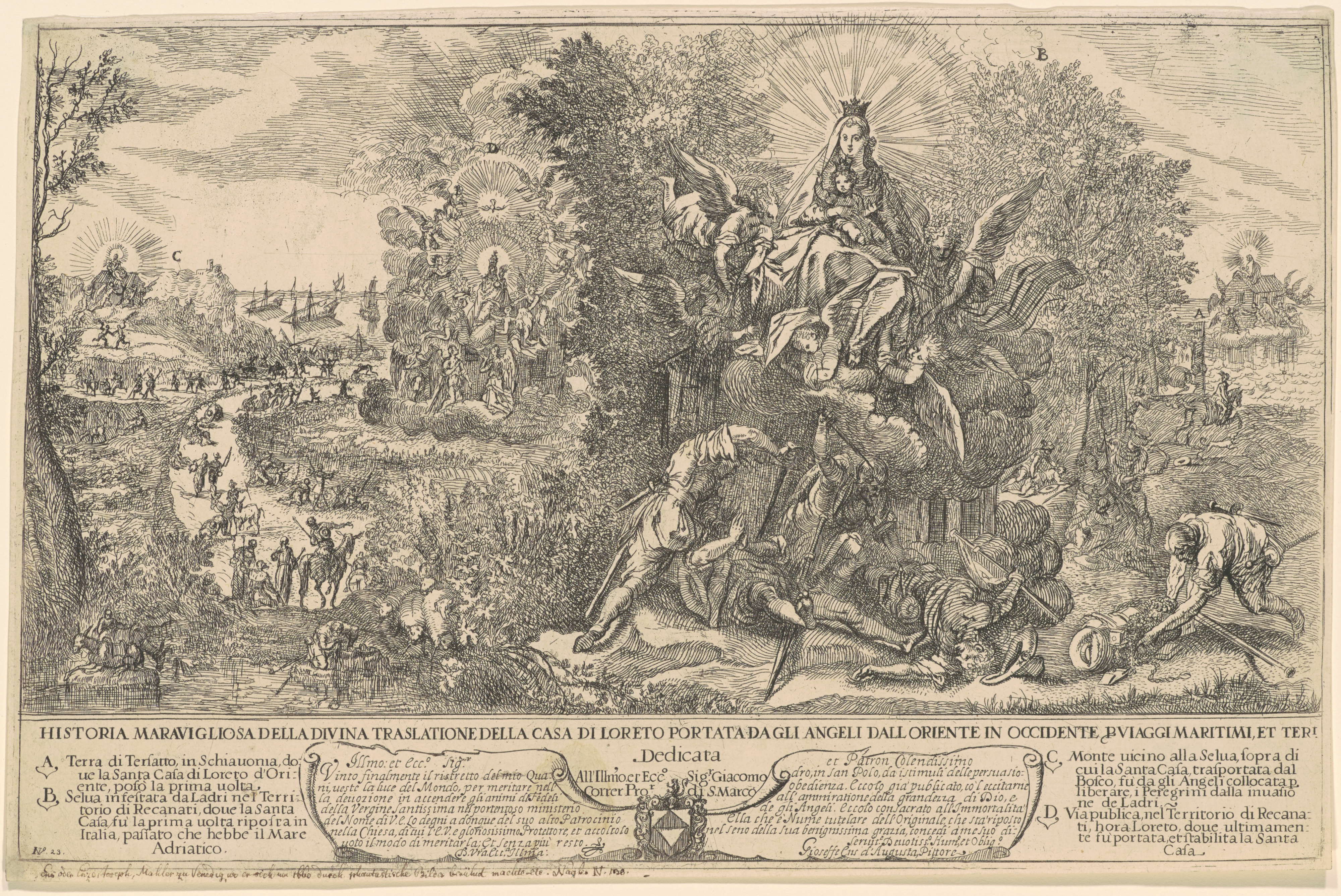
La Translation de la sainte Maison de Lorette, Joseph Heintz le Jeune, env. 1650.
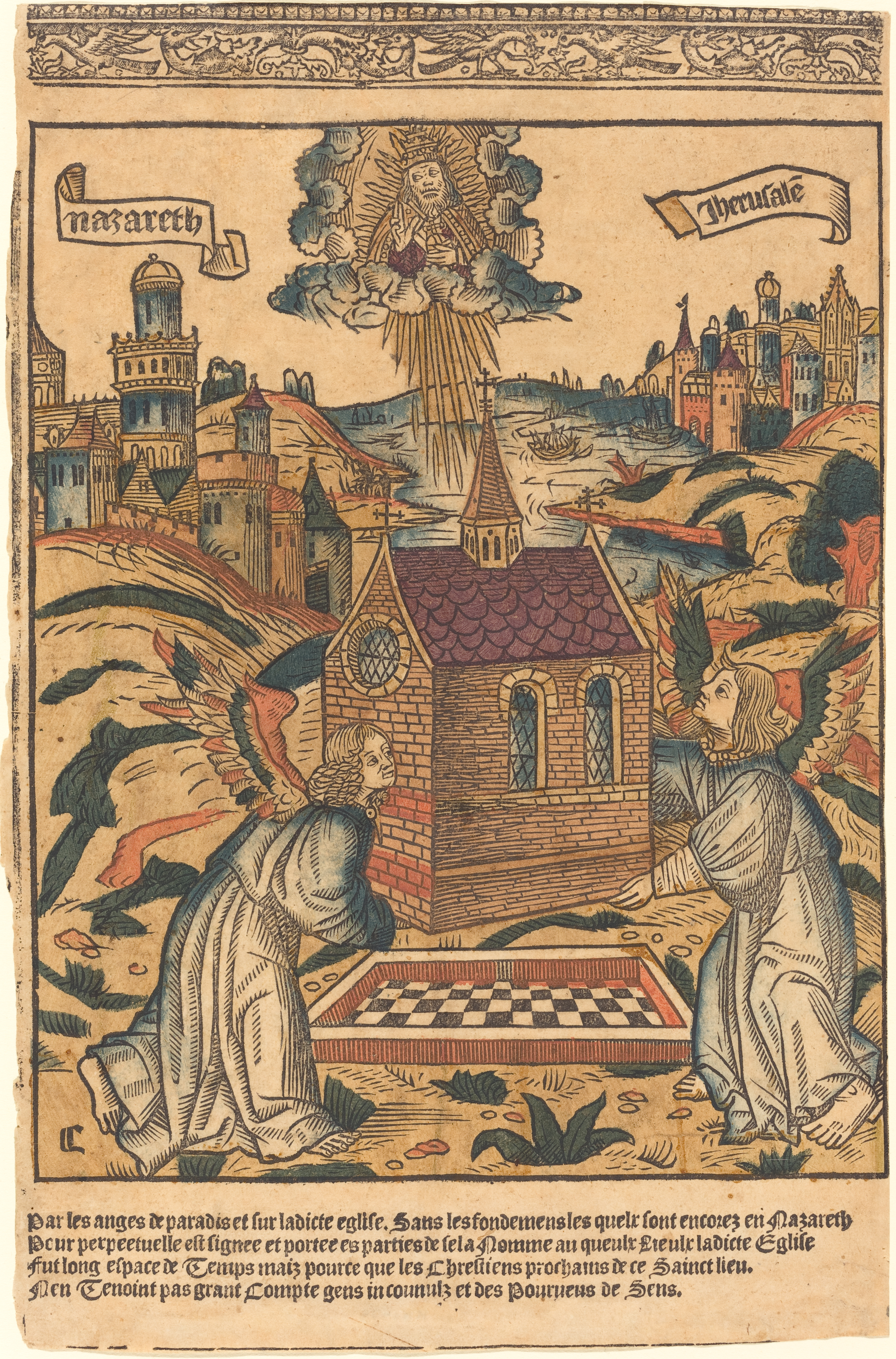
Translation de la sainte Maison, gravure de 1494.

## Biographie
- René G. Forest, « Discours sur la translation de la S. Maison de Nazareth à Lorette 1294 », sur Google Books, 1765 (consulté le 7 novembre 2020).
- « Notre-Dame de Lorette », sur Google Books, G; Paillard - Amneville (consulté le 7 novembre 2020).

## Liens
- Lorette (Italie) ;
- Notre-Dame de Lorette (Arts) ;
- Notre-Dame de Lorette (Édifices et lieux internationaux) ;
- Musée pontifical de la Sainte Maison de Lorette ;
- Prélature de Lorette ;
- Litaniae lauretanae ; Litanies de Lorette ; Reliques, Litanies, Vierge Noire ;
- Via Lauretana (Umbria-Marche)
- Églises dans les Marches